# Brotteaux (métro de Lyon)
Pour le quartier, voir Les Brotteaux.
Pour les articles homonymes, voir Brotteaux.
Brotteaux est une station de métro française de la ligne B du métro de Lyon, située place Jules-Ferry, près de l'ancienne gare de Lyon-Brotteaux, dans le quartier des Brotteaux dans le 6e arrondissement de Lyon, préfecture de la région Auvergne-Rhône-Alpes.
Elle est mise en service en 1978, lors de l'ouverture à l'exploitation de la ligne B.

## Situation ferroviaire
La station Brotteaux est située sous la place Jules-Ferry et orientée selon un axe nord-sud. Les stations encadrantes sont Gare Part-Dieu - Vivier Merle et Charpennes - Charles Hernu.

## Histoire
La station « Brotteaux » est mise en service le 2 mai 1978, lors de l'ouverture officielle de l'exploitation de la ligne B du métro de Lyon, de la station de Part-Dieu à celle de Charpennes - Villeurbanne.
Quatre jours avant, le 28 avril 1978, le président de la République Valéry Giscard d'Estaing inaugure le métro de Lyon. Après avoir accueilli le président et les officiels, la rame inaugurale part de la station Perrache pour rejoindre Laurent Bonnevay, puis une conductrice prend les commandes de la rame pour rejoindre la station Gare Part-Dieu - Vivier Merle en passant par la station des Brotteaux qui voit ainsi la visite présidentielle ce jour-là.
Elle est construite, comme la plupart de la ligne, dans un chantier à ciel ouvert sous la place Jules-Ferry. Elle est édifiée suivant le plan général type de cette deuxième ligne, deux voies encadrées par deux quais latéraux de 70 mètres de longueur et larges de 3 mètres chacun, mais elle a la particularité d'avoir été construite au temps où la gare des Brotteaux était encore en service, le projet qui conduira à sa fermeture au profit de la gare de la Part-Dieu en 1983 pour accueillir le TGV n'avait pas encore été élaboré. Il n'y a pas de personnel, des automates permettent l'achat et d'autres le compostage des billets. De ce fait, elle a donc été construite pour un trafic passager important, ce qui la rend depuis la fermeture de la gare disproportionnée par rapport à son trafic quotidien, la station étant l'une des moins fréquentées du réseau.
En 2005, elle est équipée d'ascenseurs pour les personnes à mobilité réduite, puis le 8 mars 2007 des portillons d'accès sont installés dans les quatre entrées.

## Service voyageurs

### Accueil
La station compte quatre accès, deux par sens donnant tous accès à la mezzanine, au pied de l'ancien hôtel Lugdunum pour ceux placés du côté du quai direction Charpennes - Charles Hernu et de l'autre côté pour ceux placés du côté du quai direction Gare d'Oullins avec un accès à hauteur de l'arrêt de bus et un autre situé près de l'ancienne gare. Elle dispose dans chacun des accès de distributeur automatique de titres de transport et de valideurs couplés avec les portillons d'accès.

### Desserte
Brotteaux est desservie par toutes les circulations de la ligne.

### Intermodalité
La station est desservie par les lignes trolleybus C1 et C2, ainsi que par les lignes de bus C6 et 70, toutes passantes. La nuit, la ligne de bus Pleine Lune PL1 est de passage.
Outre les rues et places avoisinantes, elle permet de rejoindre à pied différents sites, notamment : l'ancienne gare de Lyon-Brotteaux, la brasserie des Brotteaux et la salle des ventes de Maître Anaf, important commissaire-priseur sur la place de Lyon.